# Nora Nova
Nora Nova (* 8. Mai 1928 als Ahinora Kumanova in Sofia; † 9. Februar 2022) war eine deutsch-bulgarische Schlagersängerin.

## Leben
Nora Nova studierte vier Jahre an der Theater-Akademie in Sofia und nahm parallel Gesangsunterricht. Im Jahr 1960 kam sie nach West-Berlin, wo sie beim SFB auftrat. Im selben Jahr wurde sie von dem Produzenten Nils Nobach entdeckt und erhielt einen Plattenvertrag bei Electrola. Erste Single wird Die große Chance / Ich bleib bei dir, die jedoch wie die nachfolgenden Platten nicht in die Hitparade kam. Erste öffentliche Beachtung wurde ihr zuteil, als sie am 4. Juni 1961 Platz vier bei den 1. Deutschen Schlager-Festspielen mit Du bist so lieb, wenn du lächelst, Cherie errang. Danach wechselte sie mit Nobach zu Ariola, wo die dritte Single Männer gibt’s wie Sand am Meer / Nora (Telefon aus St. Tropez) im Januar 1963 Rang 20 der Charts erreichte.
Mit ihrer Single Ich bin kein Engel – ich bin ein Biest konnte Nova keinen Hit landen. Die Melodie der B-Seite Jose-Jose blieb ebenfalls einige Zeit völlig unbeachtet, wurde wenige Monate später dennoch relativ bekannt durch Rita Pavone. Auf der Rückseite ihres ersten großen Erfolges Wenn ich ein Junge wär singt sie Okay, okay. Es ist exakt die Melodie von Jose-Jose, nur mit völlig neuem Text.
Am 11. Januar 1964 siegte Nova beim Vorentscheid zum Grand Prix Eurovision de la Chanson im Großen Sendesaal des Hessischen Rundfunks in Frankfurt und durfte am 21. März 1964 beim Eurovision Song Contest 1964 im Tivolis Koncertsal in Kopenhagen teilnehmen. Sie belegte mit ihrem von Nobach verfassten, chansonähnlichen Titel Man gewöhnt sich so schnell an das Schöne den 13. und letzten Platz, ohne – wie drei weitere Beiträge im Wettbewerb – einen einzigen Punkt von den Jurys erhalten zu haben. Sie war somit der/die erste Künstler/Künstlerin, der/die für Deutschland ein Null-Punkte-Resultat ersang. Zuvor hatte sie sich beim deutschen Vorentscheid gegen Gitta Lind und Fred Bertelmann durchgesetzt.
Nach dem Gesangswettbewerb wurde es still um die Sängerin. 1964 heiratete sie den Nachtclubbesitzer Toni Otto und lebte zu dieser Zeit in Wuppertal-Elberfeld, später in Düsseldorf. Sie unterhielt mehrere gastronomische Betriebe, danach Anfang der 1980er Jahre in München-Schwabing in der Hohenzollernstraße eine Modeboutique. Zuletzt war sie bis 1997 Inhaberin eines Antiquitätengeschäfts in der Münchener Türkenstraße. Sie lebte ab 1989 wieder in ihrer Geburtsstadt Sofia.
2001 war Nova Mitbegründerin der Nationalen Bewegung für Stabilität und Fortschritt. 2007 präsentierte sich Nova nach jahrzehntelanger Abwesenheit als Talkgast wieder der Öffentlichkeit.
Ihr einziger Hit Männer gibt’s wie Sand am Meer wurde 1980 von der Berliner Popgruppe Ideal während der Neuen Deutschen Welle gecovert.

## Diskografie
Singles bei Electrola
- Die große Chance / Ich bleib bei dir (#21735), 1960
- Ti-Pi-Tin / Du bist so lieb, wenn du lächelst (#21803), 1960
- Wolken, Wellen und Wind / Siesta (#21916), 1961

Singles bei Ariola
- Che vera / Am weißen Strand von Santorin (#45222), 1961
- Tombola-Lola / Eine falsche Perlenschnur (#45330), 1961
- Männer gibt’s wie Sand am Meer / Nora (Telefon aus St. Tropez) (#45444), Dezember 1962
- Ich bin kein Engel – Ich bin ein Biest / Jose-Jose (#10174), 1963
- Immer, immer auf die alte Tour / Dreh Dich nicht um nach anderen Frau’n (#10346), 1963
- Man gewöhnt sich so schnell an das Schöne / Schöne Männer haben’s schwer (#10588), 1964
- Mit Gefühlen darf man nicht spielen / Papagallo (#18246), 1965